# Alexander Parkes

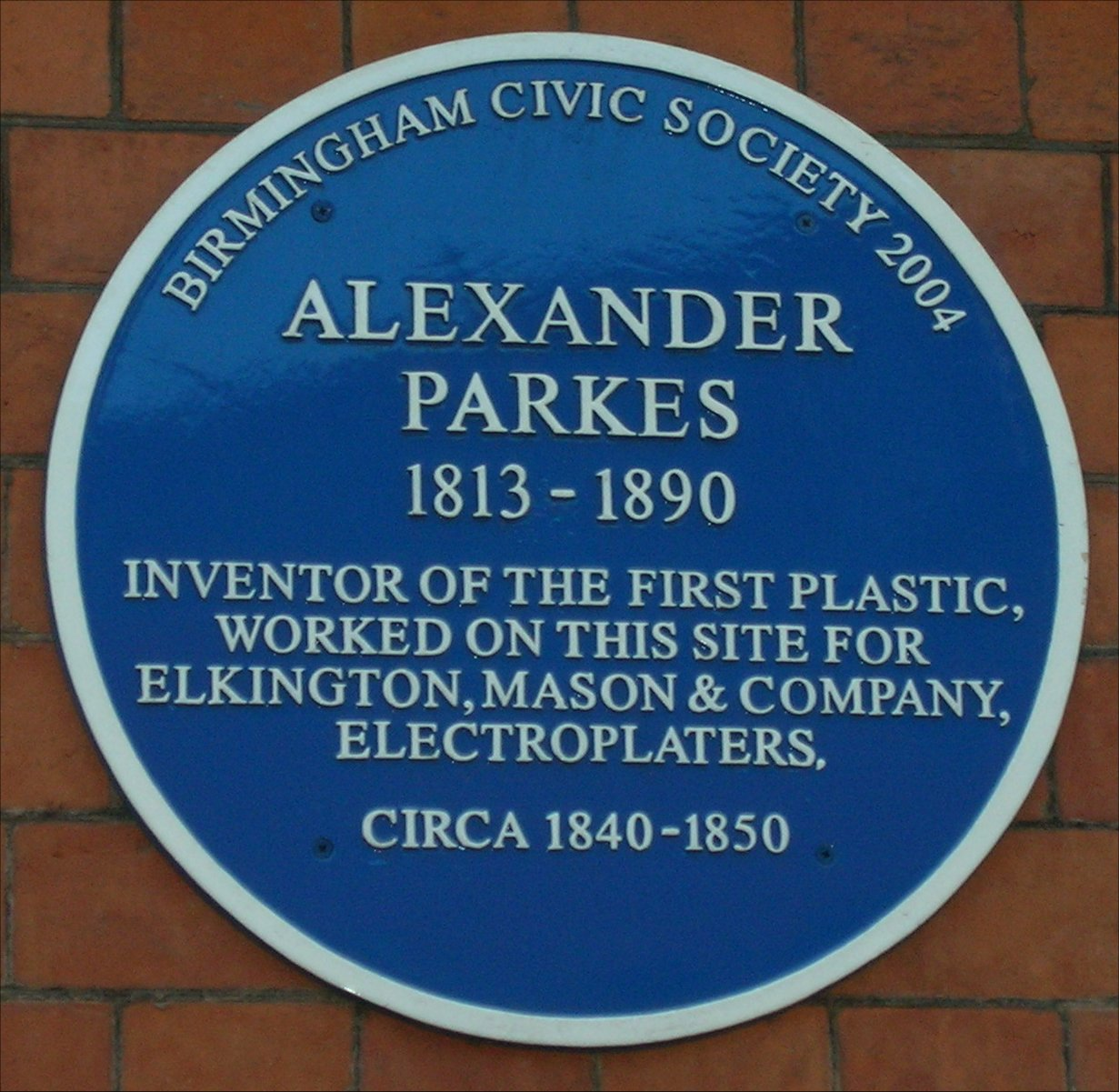
Placa commemorativa a l'indret on es trobava el taller en què es va crear la primera matèria plàstica

Alexander Parkes (Birmingham, 29 de desembre 1813 – Londres, 29 juny de 1890) era un metal·lúrgic i inventor de Birmingham, Regne Unit. Va crear la parkesina, el primer plàstic artificial. Va obtenir almenys 66 patents durant la seva vida, totes en connexió amb la galvanització elèctrica i els plàstics.

## Biografia
Era el fill d'un fabricant de panys de llautó. De jove, va fer el seu aprenentatge en una foneria de llautó en què va treballar al departament de fosa. D'allà, va anar per treballar en una empresa de galvanoplàstia, en què va desenvolupar, entre d'altres, processos de bany d'argent, que permeten d'argentar elements tan fràgils com flors. La seva feina en aquestes indústries el va menar a experimentar amb solucions de cautxú i nitrat de cel·lulosa.

## Patents
El 1841, aconseguí la seua primera patent d'una tècnica d'impermeabilització amb goma. El 1846, va obtenir una patent per a la vulcanització a baixa temperatura de la goma.

## Memòria
En diversos indrets se'n troben plaques commemoratives. El 2002, la Plastics Historical Society ('Societat de la Història del Plàstic') va posar una placa de plàstic a la seva casa de Dulwich, a Londres. La Birmingham Civic Society ('Societat Cívica de Birmingham') posà una placa el 2004 a l'indret original dels Elkington Silver Electroplating Works, actualment The old Science Museum, al carrer Newhall, a Birmingham. Una altra placa (vegeu imatge) es troba al lloc dels tallers de Parkes. El setembre 2005, va ser entronitzat postúmament a la cort de la fama de l'American Plastics Academy ('Acadèmia americana dels plàstics'). La seva tomba al cementiri Norwood va ser suprimida als anys 1970.